# Pool (magistratura italiana)
Un pool, nell'ambito della magistratura italiana, è un gruppo di magistrati in servizio presso un ufficio giudiziario che si occupa collegialmente di una medesima indagine. 
Il termine è divenuto di uso comune soprattutto per identificare quei magistrati impegnati al contrasto della mafia in Italia: in questo senso si parla di pool antimafia.

## Storia

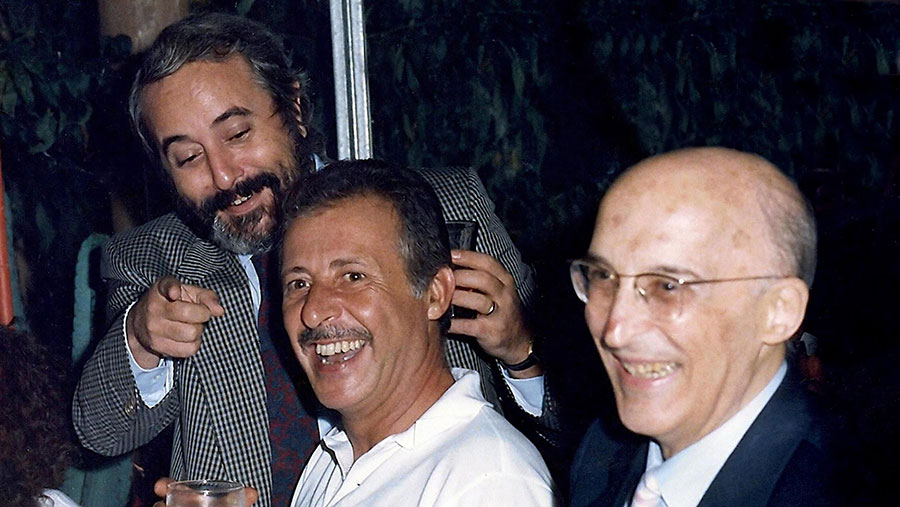
Giovanni Falcone (a sinistra) insieme con Paolo Borsellino (al centro) e Antonino Caponnetto (a destra) nel 1986

Il progetto di un gruppo di magistrati che si occupasse di una medesima indagine, diluendo i rischi e le responsabilità personali e distribuendo il carico di lavoro, nacque dall'idea di Rocco Chinnici, capo dell'Ufficio Istruzione di Palermo, che si ispirò all'esperienza (vincente) del pool della magistratura torinese impegnato nelle indagini sul terrorismo rosso: Chinnici si avvalse inizialmente della collaborazione di Giovanni Falcone, di Paolo Borsellino e di Di Lello, ma successivamente sarebbe stato sviluppato da Antonino Caponnetto (subentrato a Chinnici, ucciso il 29 luglio 1983) che, nel novembre 1983, avrebbe poi costituito un gruppo di lavoro composto da quattro magistrati, cui si aggiunse in seguito Leonardo Guarnotta, affinché coordinasse le indagini sfruttando l'esperienza maturata e quello sguardo d'insieme e sul fenomeno mafioso come rilevato da Giovanni Falcone.
Dopo l'abbandono dell'incarico di Caponnetto per ragioni di età e di salute, alla sua sostituzione vennero candidati Falcone e Antonino Meli. 
Il 19 gennaio 1988, all'esito di una drammatica seduta notturna, il plenum del Consiglio Superiore della Magistratura nominò Antonino Meli  che raccolse 14 voti contro 10, mentre 5 consiglieri si astennero.
A favore di Falcone votò, tra gli altri, anche il futuro Procuratore della Repubblica di Palermo, Gian Carlo Caselli, in dissenso con la corrente di Magistratura Democratica cui apparteneva.
Meli si insediò nel gennaio 1988 e di fatto smantellò il metodo di lavoro intrapreso, motivazione per la quale fu criticato da Giovanni Falcone e dallo stesso Caponnetto (che in proposito affermò: "Meli ha contribuito ad anticipare la chiusura dell'Ufficio istruzione, non coordinando più le indagini, esautorando Falcone, emarginandolo, smembrando i processi di mafia e vanificando tutto il lavoro fatto"), anche se a votare per lo stesso Meli erano stati diversi colleghi del magistrato palermitano, appartenenti alla corrente Magistratura Democratica del CSM. Negli anni novanta, in seguito alla nascita delle nuove infrastrutture investigative, come la Direzione Investigativa Antimafia, l'eredità sostanziale è stata raccolta dalle varie procure antimafia.

## Genesi e caratteristiche

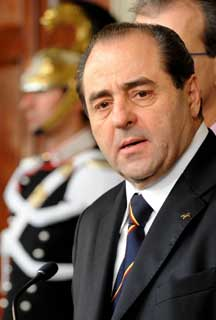
Antonio Di Pietro, il magistrato più famoso del pool di Mani pulite

L'idea alla base del pool nasce in seguito all'assassinio di magistrati che si occupavano di indagini per terrorismo o mafia. Infatti, la gestione di un'indagine da parte di un unico magistrato lo esponeva al rischio di omicidio perpetrato con lo scopo di occultare con la morte gli scomodi segreti dell'inchiesta.
In un pool, invece, i magistrati che ne fanno parte condividono tra loro tutte le informazioni, mentre mantengono la segretezza delle informazioni verso l'esterno. Quindi, per diminuire il rischio di omicidio di uno dei magistrati, le informazioni da lui possedute sono condivise con gli altri che possono quindi continuare a lavorare. Ciò costituisce un efficace strumento di indagine, e uno degli elementi fondamentali che hanno portato all'instaurazione di diversi processi, ad esempio contro le Brigate Rosse e Prima Linea, durante gli anni di piombo, al maxiprocesso di Palermo in Italia contro Cosa nostra e all'inchiesta di Mani pulite.

## Pool celebri

Gian Carlo Caselli con Antonino Caponnetto nel 1996

- Il pool antiterrorismo, nato nel 1977 da un'idea di Mario Carassi, consigliere istruttore del Tribunale di Torino, e di cui facevano parte: Gian Carlo Caselli, Franco Giordana, Mario Griffey, Vittorio Lanza, Maurizio Laudi e Marcello Maddalena. Si trattò del primo pool d'Italia, che istruì i processi al nucleo storico delle formazioni terroristiche Brigate Rosse e Prima Linea[1][6].
- Il pool antimafia, ideato da Rocco Chinnici verso gli inizi del 1980, ispirandosi a quello antiterrorismo di Torino[1], e dopo il suo assassinio, guidato dal consigliere istruttore Antonino Caponnetto[7], che gli è succeduto, nel 1983. Facevano parte di questo gruppo: Giovanni Falcone, Paolo Borsellino, Giuseppe Di Lello Finuoli, Leonardo Guarnotta. In seguito, a causa del trasferimento di Borsellino alla Procura di Marsala, vennero cooptati anche Giacomo Conte, Gioacchino Natoli e Ignazio De Francisci[8]. Il lavoro del pool ha fatto in modo che fosse celebrato il celeberrimo Maxiprocesso di Palermo, contro i criminali appartenenti a Cosa nostra.
- Il pool di Mani Pulite, coordinato dal procuratore di Milano Francesco Saverio Borrelli, di cui facevano parte: Antonio Di Pietro, Gerardo D'Ambrosio, Ilda Boccassini, Gherardo Colombo, Piercamillo Davigo, Armando Spataro, Francesco Greco e Tiziana Parenti.